# Giovanni Dettori
Giovanni Dettori (ur. 26 stycznia 1940 w Nule) – włoski duchowny katolicki, biskup Ales-Terralba w latach 2004-2016.

## Życiorys
Święcenia kapłańskie otrzymał 1 lipca 1965 i został inkardynowany do diecezji Ozieri. Po święceniach został ojcem duchownym seminarium w Ozieri, zaś w 1974 objął urząd proboszcza miejscowej katedry. W latach 1998–2002 pracował jako proboszcz w Ardara, a od 2002 był rektorem seminarium. Od 1983 był także wikariuszem generalnym diecezji.
5 lutego 2004 papież Jan Paweł II mianował go ordynariuszem diecezji Ales-Terralba. Sakry biskupiej udzielił mu 18 kwietnia 2004 kardynał Mario Francesco Pompedda.
10 lutego 2016 przeszedł na emeryturę, a jego następcą został ojciec Roberto Carboni.